# Listă de jocuri video de rol din 1998–1999
Acesta este un index cuprinzător al jocurilor video de rol comerciale, sortate cronologic după anul apariției. Informațiile referitoare la data lansării, dezvoltatorul, editura, sistemul de operare, subgenul și notabilitatea sunt furnizate acolo unde sunt disponibile. Tabelul poate fi sortat făcând clic pe casetele mici de lângă titlurile coloanelor. Această listă nu include MUD-uri sau MMORPG-uri. Include jocuri roguelike, de acțiune și tactice (timp real).

Aceasta este o listă de jocuri video de rol din 1998 – 1999.

## Legenda
| Platforme de jocuri video |
| ------------------------- |

| 3DS    | Nintendo 3DS                   |
| AMI    | Commodore Amiga                |
| APPII  | Apple II                       |
| Arcade | Arcade game                    |
| C64    | Commodore 64                   |
| CROSS  | Cross-platform                 |
| DC     | Dreamcast                      |
| DOS    | DOS / MS-DOS                   |
| DROI   | Platforma nu este recunoscută. |
| DS     | Nintendo DS                    |
| FM7    | FM-7                           |
| FMT    | FM Towns                       |
| GB     | Game Boy                       |
| GBA    | Game Boy Advance               |
| GBC    | Game Boy Color                 |
| GCN    | Nintendo GameCube              |
| GEN    | Sega Genesis / Sega Mega Drive |
| iOS    | iOS                            |

| LIN  | Linux                                   |
| MAC  | Macintosh / Mac OS                      |
| MOBI | Mobile phone                            |
| MSX  | MSX                                     |
| MSX2 | MSX2                                    |
| N64  | Nintendo 64                             |
| NEO  | Neo Geo                                 |
| NES  | Nintendo Entertainment System / Famicom |
| OSX  | Mac OS X                                |
| PC60 | NEC PC-6001                             |
| PC88 | NEC PC-8801                             |
| PC98 | NEC PC-9801                             |
| PCE  | TurboGrafx-16 / PC Engine               |
| PS1  | PlayStation / PSone                     |
| PS2  | PlayStation 2                           |
| PS3  | PlayStation 3                           |
| PS4  | Platforma nu este recunoscută.          |
| PSN  | PlayStation Network                     |

| PSP  | PlayStation Portable           |
| PSV  | Platforma nu este recunoscută. |
| OSX  | Mac OS X                       |
| SAT  | Sega Saturn                    |
| SCD  | Sega Mega-CD                   |
| SMS  | Sega Master System             |
| SNES | Super NES / Super Famicom      |
| ST   | Atari ST                       |
| VC   | Virtual Console (Wii)          |
| VITA | PlayStation Vita               |
| X68K | Sharp X68000                   |
| Wii  | Wii                            |
| WiiU | Wii U                          |
| WIN  | Microsoft Windows              |
| X360 | Xbox 360                       |
| XBOX | Xbox                           |
| XOne | Platforma nu este recunoscută. |
| ZX   | ZX Spectrum                    |

| 3DS    | Nintendo 3DS                   |
| AMI    | Commodore Amiga                |
| APPII  | Apple II                       |
| Arcade | Arcade game                    |
| C64    | Commodore 64                   |
| CROSS  | Cross-platform                 |
| DC     | Dreamcast                      |
| DOS    | DOS / MS-DOS                   |
| DROI   | Platforma nu este recunoscută. |
| DS     | Nintendo DS                    |
| FM7    | FM-7                           |
| FMT    | FM Towns                       |
| GB     | Game Boy                       |
| GBA    | Game Boy Advance               |
| GBC    | Game Boy Color                 |
| GCN    | Nintendo GameCube              |
| GEN    | Sega Genesis / Sega Mega Drive |
| iOS    | iOS                            |

| LIN  | Linux                                   |
| MAC  | Macintosh / Mac OS                      |
| MOBI | Mobile phone                            |
| MSX  | MSX                                     |
| MSX2 | MSX2                                    |
| N64  | Nintendo 64                             |
| NEO  | Neo Geo                                 |
| NES  | Nintendo Entertainment System / Famicom |
| OSX  | Mac OS X                                |
| PC60 | NEC PC-6001                             |
| PC88 | NEC PC-8801                             |
| PC98 | NEC PC-9801                             |
| PCE  | TurboGrafx-16 / PC Engine               |
| PS1  | PlayStation / PSone                     |
| PS2  | PlayStation 2                           |
| PS3  | PlayStation 3                           |
| PS4  | Platforma nu este recunoscută.          |
| PSN  | PlayStation Network                     |

| PSP  | PlayStation Portable           |
| PSV  | Platforma nu este recunoscută. |
| OSX  | Mac OS X                       |
| SAT  | Sega Saturn                    |
| SCD  | Sega Mega-CD                   |
| SMS  | Sega Master System             |
| SNES | Super NES / Super Famicom      |
| ST   | Atari ST                       |
| VC   | Virtual Console (Wii)          |
| VITA | PlayStation Vita               |
| X68K | Sharp X68000                   |
| Wii  | Wii                            |
| WiiU | Wii U                          |
| WIN  | Microsoft Windows              |
| X360 | Xbox 360                       |
| XBOX | Xbox                           |
| XOne | Platforma nu este recunoscută. |
| ZX   | ZX Spectrum                    |

| Tipuri de lansări |
| ----------------- |

| Rerel  | Jocul a fost relansat pe aceeași platformă cu modificări minore sau fără modificări.                                                                                     |
| Port   | Jocul a apărut pentru prima dată pe o altă platformă. Este la fel ca originalul, cu puține sau deloc diferențe.                                                          |
| Remake | Jocul este un remake îmbunătățit al celui original, lansat pe aceeași platformă sau pe o platformă diferită, cu modificări ale graficii, sunetului și/sau gameplay-ului. |
| Compl  | O compilație, antologie sau colecție de mai multe titluri, de obicei (dar nu întotdeauna) aparținând aceleiași serii.                                                    |
| Limit  | O lansare specială (numită adesea Limited sau Collector’s Edition) cu material bonus de colecție. Adesea este furnizată persoanelor care pre-comandă un joc.             |

| Rerel  | Jocul a fost relansat pe aceeași platformă cu modificări minore sau fără modificări.                                                                                     |
| Port   | Jocul a apărut pentru prima dată pe o altă platformă. Este la fel ca originalul, cu puține sau deloc diferențe.                                                          |
| Remake | Jocul este un remake îmbunătățit al celui original, lansat pe aceeași platformă sau pe o platformă diferită, cu modificări ale graficii, sunetului și/sau gameplay-ului. |
| Compl  | O compilație, antologie sau colecție de mai multe titluri, de obicei (dar nu întotdeauna) aparținând aceleiași serii.                                                    |
| Limit  | O lansare specială (numită adesea Limited sau Collector’s Edition) cu material bonus de colecție. Adesea este furnizată persoanelor care pre-comandă un joc.             |

| Note despre genuri |
| ------------------ |

| Action RPG   | Joc video de rol de acțiune.              |
| Tactical RPG | Joc video de rol tactic.                  |
| Roguelike    | Roguelike.                                |
| MMORPG       | Joc de rol cu multiplayer online în masă. |
| MUD          | MUD.                                      |

| FPS/RPG | Shooter first-person / Joc video de rol hibrid (Joc video de rol shooter).                            |
| RTS/RPG | Joc de strategie în timp real / Joc video de rol hibrid (Joc video de rol de strategie în timp real). |
| WRPG    | Joc de rol în stil western.                                                                           |
| JRPG    | Joc de rol în stil japonez.                                                                           |
| Eroge   | Joc japonez cu conținut erotic.                                                                       |

| Action RPG   | Joc video de rol de acțiune.              |
| Tactical RPG | Joc video de rol tactic.                  |
| Roguelike    | Roguelike.                                |
| MMORPG       | Joc de rol cu multiplayer online în masă. |
| MUD          | MUD.                                      |

| FPS/RPG | Shooter first-person / Joc video de rol hibrid (Joc video de rol shooter).                            |
| RTS/RPG | Joc de strategie în timp real / Joc video de rol hibrid (Joc video de rol de strategie în timp real). |
| WRPG    | Joc de rol în stil western.                                                                           |
| JRPG    | Joc de rol în stil japonez.                                                                           |
| Eroge   | Joc japonez cu conținut erotic.                                                                       |

## Lista
| An                               | Titlu | Dezvoltator                   | Editură                             | Setări             | Platformă                 | Subgen                                 | Serie/Note                                                                                              | Țara de origine |
| -------------------------------- | --- | ----------------------------- | ----------------------------------- | ------------------ | ------------------------- | -------------------------------------- | --- | --------------- |
| 1998 (JP)                        | Atelier Elie: The Alchemist of Salburg 2 | Gust                          |                                     | Fantezie           | PS1                       |                                        | Atelier                                                                                                 | Japonia         |
| 1998 (JP)                        | Black/Matrix | Flight-Plan                   | NEC                                 | Fantezie           | SAT PS1                   | Tactical RPG                           | | Japonia         |
| 1998 (JP/NA)                     | Brave Fencer Musashi | Square                        | Square Square EA                    | Fantezie           | PS1                       | Action RPG                             | | Japonia         |
| 1998 (JP)                        | Brave Saga II ブレイブサーガ2 | Takara                        |                                     | Sci-Fi             | PS1                       | Tactical RPG                           | Brave                                                                                                   | Japonia         |
| 1998 (NA)                        | Brigandine: The Legend of Forsena | Hearty Robin                  | Atlus                               | Fantezie           | PS1                       | Tactical RPG                           | |                 |
| 1998 (JP)                        | Daikaijuu Monogatari Z: The Miracle of the Zone 大貝獣物語 ザ・ミラクル オブ ザ・ゾーン                                                                                 | Birthday                      | Hudson Soft                         | Fantezie           | GB                        |                                        | Daikaijuu Monogatari                                                                                    | Japonia         |
| 1998 (JP) 1999 (NA)              | Dragon Warrior Monsters Dragon Quest Monsters | TOSE                          | Enix Eidos                          | Fantezie           | GBC                       | Monster raising                        | Dragon Quest Monsters, Dragon Quest                                                                     | Japonia         |
| 1998 (JP)                        | Eiyuu Shigan: Gal Act Heroism 英雄志願 GAL ACT HEROISM | Microcabin                    | Microcabin                          | Fantezie           | SAT                       |                                        | | Japonia         |
| 1998 (JP)                        | Farland Saga: Toki no Douhyou | TGL                           | TGL                                 | Fantezie           | SAT (Port)                | Tactical RPG                           | Farland Story                                                                                           | Japonia         |
| 1998 (NA)                        | Final Fantasy Adventure | Square                        | Sunsoft                             | Fantezie           | GB (Rerel)                | Action RPG                             | Mana | Japonia         |
| 1998 (NA)                        | Final Fantasy Legend | Square                        | Sunsoft                             | Fantezie           | GB (Rerel)                | JRPG                                   | SaGa | Japonia         |
| 1998 (NA)                        | Final Fantasy Legend II | Square                        | Sunsoft                             | Fantezie           | GB (Rerel)                | JRPG                                   | SaGa | Japonia         |
| 1998 (NA)                        | Final Fantasy Legend III | Square                        | Sunsoft                             | Fantezie           | GB (Rerel)                | JRPG                                   | SaGa | Japonia         |
| 1998 (JP) 1999 (NA) 2002 (PAL)   | Final Fantasy V | TOSE                          | Square Square EA SCE                | Fantezie           | PS1 (Port)                | JRPG                                   | Final Fantasy                                                                                           | Japonia         |
| 1998 (JP)                        | Galaxy Fraulein Yuna 3: Final Edition | Hudson Soft                   |                                     | Sci-Fi             | PS1 (Port)                | Tactical RPG                           | Galaxy Fraulein Yuna                                                                                    | Japonia         |
| 1998 (JP)                        | God Medicine FB |                               |                                     | Fantezie           | GBC                       |                                        | |                 |
| 1998 (JP)                        | Grandia: Digital Museum | Game Arts                     | ESP                                 | Fantezie           | SAT                       |                                        | Grandia                                                                                                 | Japonia         |
| 1998 (JP) 1999 (NA) 2001 (EU)    | Jade Cocoon: Story of the Tamamayu | Genki                         | Genki Ubisoft Crave                 | Fantezie           | PS1                       |                                        | |                 |
| 1998 (JP/NA) 1999 (EU)           | Kagero: Deception II | Tecmo                         | Tecmo Virgin                        | Fantezie           | PS1                       | Action RPG                             | Deception                                                                                               | Japonia         |
| 1998 (JP/NA) 1999 (EU)           | Kartia: The Word of Fate The Legend of Kartia | Atlus                         | Atlus Konami                        | Fantezie           | PS1                       | Tactical RPG                           | | Japonia         |
| 1998 (JP)                        | Kasei Monogatari 火星物語 | Japan Vistec                  | ASCII                               | Fantezie           | PS1                       |                                        | Bazat pe anime omonim.                                                                                  | Japonia         |
| 1998 (JP)                        | Langrisser Tribute |                               |                                     | Fantezie           | SAT (Port)                | Tactical RPG                           | Langrisser; Compilație IV - V.                                                                          | Japonia         |
| 1998 (JP)                        | Langrisser V: The End of Legend ラングリッサーV ～The End of Legend～                                                                                                   | Masaya                        | NCS                                 | Fantezie           | SAT                       | Tactical RPG                           | Langrisser                                                                                              | Japonia         |
| 1998 (JP)                        | Langrisser: Dramatic Edition ラングリッサードラマティックエディション                                                                                                   |                               |                                     | Fantezie           | SAT (Remake)              | Tactical RPG                           | Langrisser; Remfacere a II pentru GEN.                                                                  | Japonia         |
| 1998 (JP)                        | Legend of Heroes III, The: Prophecy of the Moonlight Witch The Legend of Heroes II: Prophecy of the Moonlight Witch 英雄伝説III「白き魔女」-もうひとつの英雄たちの物語- | Nihon Falcom                  | Nihon Falcom                        | Fantezie           | PS1 (Port), SAT (Port)    |                                        | Dragon Slayer: The Legend of Heroes                                                                     | Japonia         |
| 1998 (JP)                        | Legend of Heroes IV, The: A Tear of Vermillion The Legend of Heroes: A Tear of Vermillion 英雄伝説IV「朱紅い雫」                                                        | GMF                           | 亜土電子工業                        | Fantezie           | PS1 (Port)                |                                        | Dragon Slayer: The Legend of Heroes                                                                     | Japonia         |
| 1998 (JP) 1999 (NA) 2000 (EU)    | Legend of Legaia | Contrail                      | SCE                                 | Fantezie           | PS1                       | JRPG                                   | Legend of Legaia                                                                                        | Japonia         |
| 1998 (JP)                        | Lodoss War |                               |                                     | Fantezie           | GBC                       |                                        | Al treilea titlu din seriea Record of Lodoss War bazat pe cărți și manga omonim.                        | Japonia         |
| 1998 (JP)                        | Lost World, The | Umax                          | Sunrise                             |                    | MSX2                      |                                        | |                 |
| 1998 (JP)                        | Lunar 2: Eternal Blue Complete | Game Arts Vanguard            | Kadokawa Shoten ESP Working Designs | Fantezie           | PS1 (Remake) SAT (Remake) |                                        | Lunar                                                                                                   | Japonia         |
| 1998 (JP) 1999 (NA)              | Lunar: Silver Star Story Complete | Game Arts Japan Art Media     | Kadokawa Shoten ESP Working Designs | Fantezie           | PS1 (Remake)              |                                        | Lunar                                                                                                   | Japonia         |
| 1998 (JP) 1999 (NA)              | Monsterseed | Sunsoft                       | Sunsoft                             | Fantezie           | PS1                       | Tactical RPG                           | | Japonia         |
| 1998 (JP)                        | Nemesis: The Wizardry Adventure | Shouei                        | Shouei                              | Fantezie           | SAT (Port)                |                                        | Wizardry                                                                                                | America de Nord |
| 1998 (JP/NA/EU)                  | Panzer Dragoon Saga AZEL -パンツァードラグーン RPG- | Team Andromeda                | Sega                                | Fantezie           | SAT                       |                                        | Spin-off al Panzer Dragoon (un rail shooter)                                                            | Japonia         |
| 1998 (JP/NA)                     | Parasite Eve | Square                        | Square Square EA                    | Fantezie           | PS1                       |                                        | Bazat pe roman și film omonim.                                                                          | Japonia         |
| 1998 (JP) 1999 (NA) 2000 (EU)    | Pokémon Yellow Pocket Monsters Pikachu and Pokémon: Special Pikachu Edition                                                                                             | Game Freak                    | Nintendo                            | Modern Fantasy     | GBC (Remake)              | Monster raising                        | Pokémon; Refacere aRed și Blue.                                                                         | Japonia         |
| 1998 (JP)                        | Poporogue | SCE                           | SCE                                 | Fantezie           | PS1                       |                                        | | Japonia         |
| 1998 (JP)                        | Princess Quest |                               |                                     | Fantezie           | SAT                       |                                        | Bazat pe dramă audio omonimă.                                                                           | Japonia         |
| 1998 (JP)                        | Phantasy Star Collection | Sega AM7, Digital Eclipse     | Sega                                | Sci-Fi             | SAT (Port)                | JRPG                                   | Phantasy Star; Compilație a I-IV.                                                                       | Japonia         |
| 1998 (NA/EU) 1999 (JP)           | Quest 64 Holy Magic Century Eltale Monsters エルテイルモンスターズ | Imagineer                     | Imagineer Konami THQ                | Fantezie           | N64                       | JRPG                                   | Quest/Eltale Monsters                                                                                   | Japonia         |
| 1998 (JP) 2000 (NA)              | Rhapsody: A Musical Adventure | Nippon Ichi                   | Atlus                               | Fantezie           | PS1                       | Tactical RPG                           | Marl Kingdom                                                                                            | Japonia         |
| 1998 (JP) 2000 (NA)              | Robopon Sun | Hudson Soft                   | Atlus                               | Sci-Fi             | GBC                       | Monster raising                        | Robopon                                                                                                 | Japonia         |
| 1998 (JP)                        | Robopon Star | Hudson Soft                   | Atlus                               | Sci-Fi             | GBC                       | Monster raising                        | Robopon                                                                                                 | Japonia         |
| 1998 (JP)                        | Simulation RPG Tsukūru | Pegasus Japan                 | ASCII                               | N/A                | SAT PS1                   | Tactical RPG                           | RPG Maker                                                                                               | Japonia         |
| 1998 (JP)                        | Sakura Taisen 2: Kimi, Shinitamou koto Nakare | Sega                          | Sega Red Ent.                       | Steampunk          | SAT                       | Tactical RPG                           | Sakura Wars                                                                                             | Japonia         |
| 1998 (NA/JP)                     | Seventh Cross: Evolution | Atypical Alchemists Associate | UFO NEC                             | Fantezie           | DC                        | Action RPG                             | | Japonia         |
| 1998 (JP)                        | Shin Sedai Robot Senki: Brave Saga Brave Saga | Takara                        |                                     | Sci-Fi             | PS1                       | Tactical RPG                           | Seria Brave                                                                                             | Japonia         |
| 1998 (JP)                        | Shining Force III (Scenario II of III) | Camelot                       | Sega                                | Fantezie           | SAT                       | Tactical RPG                           | Shining                                                                                                 | Japonia         |
| 1998 (JP)                        | Shining Force III (Scenario III of III) | Camelot                       | Sega                                | Fantezie           | SAT                       | Tactical RPG                           | Shining                                                                                                 | Japonia         |
| 1998 (JP) 1999 (NA) 2000 (PAL)   | Star Ocean: The Second Story | tri-Ace                       | Enix SCE                            | Fantezie           | PS1                       |                                        | Star Ocean                                                                                              | Japonia         |
| 1998 (JP)                        | Suikoden | Konami                        | Konami                              | Fantezie           | SAT (Port)                | Strategy/RPG hybrid                    | Suikoden                                                                                                | Japonia         |
| 1998 (JP) 1999 (NA) 2000 (EU)    | Suikoden II | Konami                        | Konami                              | Fantezie           | PS1                       | Strategy/RPG hybrid.                   | Suikoden                                                                                                | Japonia         |
| 1998 (JP)                        | Tales of Phantasia | Wolf Team Namco Tales         | Namco                               | Fantezie           | PS1 (Port)                | Action RPG                             | Tales                                                                                                   | Japonia         |
| 1998 (JP) 1999 (NA)              | Thousand Arms | Red Company                   | Atlus                               | Fantezie           | PS1                       |                                        | | Japonia         |
| 1998 (JP) 2000 (NA)              | Vanguard Bandits | Human Working                 | Human Working                       | Fantezie           | PS1                       | Tactical RPG                           | | Japonia         |
| 1998 (JP)                        | Wachenröder | Sega                          | Sega                                | Sci-Fi Fantasy     | SAT                       | Tactical RPG                           | | Japonia         |
| 1998 (JP)                        | Wizardry: Llylgamyn Saga | Solition                      | ASCII                               | Fantezie           | PS1 SAT (Port, Remake)    | WRPG                                   | Wizardry; Refacere a I, II și III.                                                                      | America de Nord |
| 1998 (JP/NA)                     | Xenogears | Square                        | Square Square EA                    | Sci-Fi             | PS1                       | JRPG                                   | | Japonia         |
| 1999 (JP)                        | Airs, The エアーズ | Victor                        | Pack-In-Soft                        | Fantezie           | PS1                       |                                        | | Japonia         |
| 1999 (JP)                        | Arc the Lad III | ARC                           | SCEI                                | Fantezie           | PS1                       | Tactical RPG                           | Arc the Lad                                                                                             | Japonia         |
| 1999 (JP)                        | Black/Matrix Advanced | Flight-Plan                   | NEC                                 | Fantezie           | DC (Remake)               | Tactical RPG                           | Refacere a Black/Matrix pentru SAT.                                                                     | Japonia         |
| 1999 (JP)                        | Castle Fantasia 2: Seima Taisen | Studio E-Go!                  | Studio E-Go!                        | Fantezie           | WIN                       | Tactical RPG Eroge                     | Castle Fantasia                                                                                         | Japonia         |
| 1999 (JP)                        | Cho-Hatsumei Boy Kanipan: Bousou Robot no Nazo! |                               | Sega                                | Fantezie           | DC                        |                                        | Bazat pe Hatsumei Boy Kanipan.                                                                          | Japonia         |
| 1999 (JP) 2000 (NA)              | Chrono Cross | Square                        | Square Square EA                    | Fantezie           | PS1                       | JRPG                                   | Chrono                                                                                                  | Japonia         |
| 1999 (JP)                        | Chrono Trigger | TOSE                          | Square                              | Fantezie           | PS1 (Port)                | JRPG                                   | Chrono                                                                                                  | Japonia         |
| 1999 (JP)                        | Daikaijuu Monogatari Z: The Miracle of the Zone II 大貝獣物語ミラクルオブザゾーンII                                                                                     |                               | Hudson Soft                         | Fantezie           | GBC                       |                                        | Daikaijuu Monogatari                                                                                    | Japonia         |
| 1999 (JP) 2000 (NA)              | D2 Ｄの食卓2 | WARP                          | Sega                                | Horror             | DC                        | Survival horror/Action RPG hybrid      | D | Japonia         |
| 1999 (JP)                        | Devil Summoner: Soul Hackers | TOSE                          | Atlus                               | Sci-Fi             | SAT PS1                   | JRPG                                   | Shin Megami Tensei: Devil Summoner; Megami Tensei                                                       | Japonia         |
| 1999 (JP) 2000 (NA) 2001 (EU)    | Digimon World | Bandai                        | Bandai                              | Sci-Fi Fantasy     | PS1                       | Monster raising                        | Digimon                                                                                                 | Japonia         |
| 1999 (JP) 2000 (NA)              | Dragon Quest I & II | Armor Project Bird Studio     | Enix                                | Fantezie           | GBC (Port)                | JRPG                                   | Dragon Quest                                                                                            | Japonia         |
| 1999 (JP)                        | Dungeons & Dragons Collection | Capcom                        | Capcom                              | Fantezie           | SAT (Port)                | Action RPG/Beat-em-up                  | Dungeons & Dragons; Portare a jocurilor arcade Tower of Doom și Shadow over Mystara pentru Sega Saturn. | Japonia         |
| 1999 (??)                        | Elemental Gimmick Gear | Hudson Soft                   | Vatical                             | Sci-Fi             | DC                        |                                        | | Japonia         |
| 1999 (JP) 2000 (UK) 2001 (NA)    | Eternal Eyes | TamTam Alpha-Unit             | Sunsoft TAMM                        | Fantezie           | PS1                       | Tactical RPG                           | |                 |
| 1999 (??)                        | Evolution: The World of Sacred Device | Sting                         | ESP Ubisoft                         | Sci-Fi Fantasy     | DC                        |                                        | Evolution Worlds                                                                                        | Japonia         |
| 1999 (JP) 2000 (NA) 2002 (EU)    | Evolution 2: Far Off Promise | Sting                         | Ubisoft                             | Sci-Fi Fantasy     | DC                        |                                        | Evolution Worlds                                                                                        | Japonia         |
| 1999 (JP)                        | Farland Saga 2: Toki no Michishirube | TGL                           | TGL                                 | Fantezie           | PS1 (Port)                | Tactical RPG                           | Farland Saga                                                                                            | Japonia         |
| 1999 (JP/NA) 2002 (EU)           | Final Fantasy VI | TOSE                          | Square Square EA SCE                | Fantezie Sci-Fi    | PS1 (Port)                | JRPG                                   | Final Fantasy                                                                                           | Japonia         |
| 1999 (JP/NA/PAL)                 | Final Fantasy VIII | Square                        | Square Square EA SCE Eidos          | Sci-Fi Fantasy     | PS1                       | JRPG                                   | Final Fantasy                                                                                           | Japonia         |
| 1999 (NA) 2002 (EU)              | Final Fantasy Anthology | Square TOSE                   | Square EA SCE                       | Sci-Fi Fantasy     | PS1 (Port)                | JRPG                                   | Final Fantasy; Compilație a IV și V în regiunile PAL și a V și VI în America de Nord.                   | Japonia         |
| 1999 (JP)                        | Final Fantasy Collection |                               |                                     | Sci-Fi Fantasy     | PS1 (Remake)              | JRPG                                   | Final Fantasy; Compilație a IV, V și VI.                                                                | Japonia         |
| 1999 (JP)                        | Fire Emblem: Thracia 776 | Intelligent                   | Nintendo                            | Fantezie           | SNES                      | Tactical RPG                           | Fire Emblem                                                                                             | Japonia         |
| 1999 (TW)                        | Flame Dragon Plus: Marks of Wind | DII                           |                                     | Fantezie           | DOS                       | Tactical RPG                           | Flame Dragon                                                                                            | TW              |
| 1999 (JP) 2000 (NA/EU)           | Front Mission 3 | Square                        | Square Square EA                    | Fantezie           | PS1                       | Tactical RPG                           | Front Mission                                                                                           | Japonia         |
| 1999 (JP)                        | Ganbare Goemon: Mononoke Douchuu Tobidase Nabe-Bugyou! がんばれゴエモン もののけ道中飛び出せ鍋奉行!                                                                     | TOSE                          | Konami                              | Fantezie           | GBC                       |                                        | Ganbare Goemon                                                                                          | Japonia         |
| 1999 (JP)                        | Ganbare Goemon: Tengu-tou no Gyakushuu! がんばれゴエモン 天狗党の逆襲                                                                                                   | TOSE                          | Konami                              | Fantezie           | GBC                       |                                        | Ganbare Goemon                                                                                          | Japonia         |
| 1999 (JP/NA) 2001 (EU)           | Grandia | Game Arts                     | ESP SCE Ubisoft                     | Fantezie           | PS1 (Port)                |                                        | Grandia                                                                                                 | Japonia         |
| 1999 (JP)                        | Growlanser グローランサー | Atlus                         | Atlus                               | Fantezie           | PS1                       | Tactical RPG                           | Growlanser                                                                                              | Japonia         |
| 1999 (JP/EU)                     | Guardian's Crusade | Tamsoft                       | Activision                          | Fantezie           | PS1                       | JRPG                                   | | Japonia         |
| 1999 (JP/NA/EU)                  | Hybrid Heaven | Konami                        | Konami                              | Sci-Fi             | N64                       | Action RPG                             | | Japonia         |
| 1999 (JP) 2000 (NA/PAL)          | Koudelka | Sacnoth                       | SNK Infogrames                      | Horror             | PS1                       | Tactical RPG                           | Shadow Hearts                                                                                           | Japonia         |
| 1999 (??)                        | Langrisser IV & V: Final Edition ラングリッサーIV&V ファイナルエディション                                                                                              |                               |                                     | Fantezie           | PS1 (Remake)              | Tactical RPG                           | Langrisser; Refacere și compilație a IV și V pentru SAT                                                 | Japonia         |
| 1999 (JP)                        | Langrisser Millennium ラングリッサーミレニアム | Masaya                        | NCS                                 | Fantezie           | DC                        | Tactical RPG                           | Langrisser                                                                                              | Japonia         |
| 1999 (JP) 2000 (NA)              | Legend of Mana | Square                        | Square Square EA                    | Fantezie           | PS1                       | Action RPG                             | Mana | Japonia         |
| 1999 (JP)                        | Legend of Sword and Fairy, The | Softstar                      | Softstar                            | Fantezie           | SAT (Port)                |                                        | The Legend of Sword and Fairy                                                                           | TW              |
| 1999 (JP)                        | Little Witching Mischiefs 魔女っ子大作戦 | Toys For Bob                  | Bandai                              | Fantezie           | PS1                       | Tactical RPG                           | | Japonia/NA      |
| 1999 (JP) 2000 (NA)              | Lunar 2: Eternal Blue Complete | Game Arts Vanguard            | Kadokawa Shoten ESP Working Designs | Fantezie           | PS1 (Port)                |                                        | Lunar                                                                                                   | Japonia         |
| 1999 (JP/NA)                     | Megami Tensei Gaiden: Last Bible | MIT                           | Atlus                               | Fantezie           | GBC (Port)                | JRPG                                   | Last Bible; Megami Tensei                                                                               | Japonia         |
| 1999 (JP)                        | Megami Tensei Gaiden: Last Bible II | MIT                           | Atlus                               | Fantezie           | GBC (Port)                | JRPG                                   | Last Bible; Megami Tensei                                                                               | Japonia         |
| 1999 (NA)                        | Monkey Hero | Blam!                         | Take-Two                            | Fantezie           | PS1                       | Action RPG                             | Bazat pe Journey to the West.                                                                           | America de Nord |
| 1999 (JP) 2000 (NA)              | Ogre Battle 64: Person of Lordly Caliber | Quest Nintendo                | Atlus                               | Fantezie           | N64                       | Tactical RPG                           | Ogre Battle                                                                                             | Japonia         |
| 1999 (JP)                        | Ore no Shikabane o Koete Yuke 俺の屍を越えてゆけ | Alfa System MARS Contrail     | SCE                                 | Fantezie           | PS1                       |                                        | | Japonia         |
| 1999 (JP)                        | Ouka Houshin | Media Works                   |                                     | Fantezie           | DC                        | Tactical RPG                           | | Japonia         |
| 1999 (JP)                        | Persona 2: Innocent Sin | Atlus                         | Atlus                               | Modern Fantasy     | PS1                       |                                        | Persona 2; seria Perso; Megami Tensei                                                                   | Japonia         |
| 1999 (JP) 2000 (AU/NA) 2001 (EU) | Pokémon Gold and Pokémon Silver | Game Freak                    | Nintendo                            | Modern Fantasy     | GBC                       | Monster raising                        | Pokémon                                                                                                 | Japonia         |
| 1999 (NA)                        | Quest: Brian's Journey |                               | Sunsoft                             | Fantezie           | GBC                       |                                        | Quest/Eltale Monsters                                                                                   | Japonia         |
| 1999 (JP)                        | Robopon Moon | Hudson Soft                   | Atlus                               | Sci-Fi             | GBC                       | Monster raising                        | Robopon                                                                                                 | Japonia         |
| 1999 (JP) 2000 (NA/PAL)          | SaGa Frontier II | Square                        | Square Square EA                    | Fantezie           | PS1                       | JRPG                                   | SaGa | Japonia         |
| 1999 (JP) 2001 (NA)              | Saiyuki: Journey West 西遊記 (さいゆうき) | Koei                          | Koei                                | Fantezie           | PS1                       | Tactical RPG                           | Bazat vag pe roman, Journey to the West                                                                 | Japonia         |
| 1999 (JP)                        | SD Gundam G Generation-0 SD Gundam G Generation-0: G Zero SDガンダム ジージェネレーション・ゼロ                                                                         | Bandai                        | Bandai                              | Sci-Fi             | PS1                       | Tactical RPG                           | Bazat pe franciza Super Deformed Gundam.                                                                | Japonia         |
| 1999 (NA) 2000 (EU)              | Shadow Madness | Craveyard                     | Crave                               | Fantezie           | PS1                       | JRPG                                   | | America de Nord |
| 1999 (NA)                        | Shadow Tower | From                          | Agetec                              | Fantezie           | PS1                       | Action RPG                             | Shadow Tower; clonă a King's Field                                                                      | Japonia         |
| 1999 (JP)                        | Sunrise Eiyuutan サンライズ英雄譚 | Sunrise                       |                                     | Fantezie           | DC                        |                                        | Sunrise Eiyuutan                                                                                        | Japonia         |
| 1999 (JP)                        | Super Hero Sakusen | Banpresto                     | Banpresto                           | Sci-Fi             | PS1                       |                                        | Super Hero Sakusen                                                                                      | Japonia         |
| 1999 (JP)                        | Super Robot Wars 64 | Banpresto                     | Banpresto                           | Sci-Fi             | N64                       | Tactical RPG                           | Super Robot Wars                                                                                        | Japonia         |
| 1999 (JP)                        | Super Robot Wars Compact | Banpresto                     | Banpresto                           | Sci-Fi             | WS                        | Tactical RPG                           | Super Robot Wars                                                                                        | Japonia         |
| 1999 (JP)                        | Super Robot Wars F Final | Banpresto                     | Banpresto                           | Sci-Fi             | SAT                       | Tactical RPG                           | Super Robot Wars                                                                                        | Japonia         |
| 1999 (JP) 2000 (NA)              | Threads of Fate | Square                        | Square Square EA                    | Fantezie           | PS1                       |                                        | | Japonia         |
| 1999 (JP) 2000 (NA)              | Valkyrie Profile ヴァルキリープロファイル | tri-Ace                       | Enix                                | Fantezie           | PS1                       |                                        | Valkyrie Profile                                                                                        | Japonia         |
| 1999 (JP/NA) 2000 (PAL)          | Vandal Hearts II | Konami                        | Konami                              | Fantezie           | PS1                       | Tactical RPG                           | Vandal Hearts                                                                                           | Japonia         |
| 1999 (JP) 2000 (NA)              | Wild Arms 2 | Media.Vision                  | SCE                                 | Steampunk          | PS1                       | JRPG                                   | Wild Arms                                                                                               | Japonia         |
| 1999 (JP)                        | ZillOll |                               |                                     | Fantezie           | PS1                       |                                        | Zill'Oll                                                                                                |                 |
| 1999 (JP)                        | Zool: Maju Tsukai Densetsu | Pandora Box                   | Imagineer                           | Fantezie           | N64                       | Monster raising                        | Nu este parte a seriei Zool                                                                             | Japonia         |
| 1998 (NA) 2001 (UK)              | Baldur's Gate | BioWare Black Isle            | Black Isle Interplay Virgin         | Fantezie           | WIN                       | WRPG                                   | Baldur's Gate; Infinity Engine; franciza Dungeons & Dragons                                             | America de Nord |
| 1998 (NA)                        | Baldur's Gate: Gold Edition | BioWare Black Isle            | Interplay                           | Fantezie           | WIN (Limit)               | WRPG                                   | Baldur's Gate; Infinity Engine; franciza Dungeons & Dragons                                             | America de Nord |
| 1998 (NA)                        | Blizzard's Game of the Year Collection | Blizzard                      | Blizzard                            | Fantezie Sci-Fi    | WIN (Comp)                | Action RPG Roguelike.                  | Compilație a Diablo, StarCraft și WarCraft                                                              | America de Nord |
| 1998 (JP)                        | Castle Fantasia | Studio E-Go!                  | Studio E-Go!                        | Fantezie           | WIN                       | Tactical RPG Eroge                     | Castle Fantasia                                                                                         | Japonia         |
| 1998 (NA)                        | Descent to Undermountain | Interplay                     | Interplay                           | Fantezie           | DOS WIN                   | Action RPG                             | franciza Dungeons & Dragons                                                                             | America de Nord |
| 1998 (NA)                        | Diablo | Blizzard North                | Blizzard                            | Fantezie           | WIN (Rerel)               | Action RPG Roguelike.                  | Diablo                                                                                                  | America de Nord |
| 1998 (NA/JP)                     | Diablo | Blizzard North                | Blizzard SourceNext                 | Fantezie           | MAC (Port)                | Action RPG Roguelike.                  | Diablo                                                                                                  | America de Nord |
| 1998 (NA)                        | Diablo + Hellfire | Blizzard                      | Blizzard                            | Fantezie           | WIN (Comp)                | Action RPG Roguelike.                  | Pachet cu Diablo și expansiunea acesteia.                                                               | America de Nord |
| 1998 (NA) 1999 (UK)              | Fallout 2 | Black Isle                    | Interplay                           | Post-apocalyptic   | WIN                       | WRPG                                   | Fallout                                                                                                 | America de Nord |
| 1998 (TW)                        | Flame Dragon Plus: Marks of Wind |                               | Dynasty                             | Fantezie           | DOS                       | Tactical RPG                           | Flame Dragon                                                                                            | TW              |
| 1998 (NA) 1999 (UK)              | The Elder Scrolls Adventures: Redguard | Bethesda                      | Bethesda                            | Fantezie           | WIN                       | Action-adventure                       | Spin-off of The Elder Scrolls                                                                           | America de Nord |
| 1998 (NA)                        | Hexplore | Heliovision                   | Atari                               | Fantezie           | WIN                       | Action-adventure                       | | Franța          |
| 1998 (NA)                        | Incubation: Hidden Worlds | Blue Byte                     | Blue Byte                           | Sci-Fi             | WIN (Limit)               | Tactical RPG                           | Battle Isle                                                                                             | DE              |
| 1999 (JP)                        | Legend of Heroes III, The: Prophecy of the Moonlight Witch | Nihon Falcom                  | Nihon Falcom                        | Fantezie           | WIN (Port)                |                                        | Dragon Slayer: The Legend of Heroes                                                                     | Japonia         |
| 1998 (EU) 1999 (NA)              | Magic & Mayhem | Mythos (Julian Gollop)        | Virgin Bethesda                     | Fantezie           | WIN                       | Tactical RPG RTS/RPG                   | Successor to Chaos: The Battle of Wizards                                                               | GB              |
| 1998 (NA)                        | Might and Magic VI: The Mandate of Heaven | New World                     | 3DO                                 | Fantezie           | WIN                       | WRPG                                   | Might and Magic                                                                                         | America de Nord |
| 1998 (NA)                        | Might and Magic VI: The Mandate of Heaven - Limited Edition | New World                     | 3DO                                 | Fantezie           | WIN (Limit, Compl)        | WRPG                                   | Might and Magic; Relansare a VI Include și primele cinci jocuri.                                        | America de Nord |
| 1998 (NA)                        | Might and Magic Six Pack | New World                     | Ubisoft                             | Fantezie           | DOS (Comp) WIN (Comp)     | WRPG                                   | Might and Magic; Compilatie I - VI                                                                      | America de Nord |
| 1998 (NA)                        | Nethergate | Spiderweb                     | Spiderweb                           | Historical Fantasy | MAC WIN                   | Tactical RPG                           | Remade în 2007 ca Nethergate: Resurrection                                                              | America de Nord |
| 1998 (NA)                        | Quest for Glory V: Dragon Fire | Yosemite                      | Sierra                              | Fantezie           | MAC WIN                   | Adventure game/RPG hybrid              | Quest for Glory                                                                                         | America de Nord |
| 1998 (NA)                        | Return to Krondor | Pyrotechnix                   | Sierra                              | Fantezie           | WIN                       |                                        | Sequel to Betrayal at Krondor; spinoff of Riftwar series                                                | America de Nord |
| 1998 (JP)                        | Simulation RPG Construction SRC | Kei                           |                                     | N/A                | WIN                       | Tactical RPG Video game creation suite | | Japonia         |
| 1998 (JP)                        | Simulation RPG Tsukūru 95 | ASCII                         | ASCII                               | N/A                | WIN                       | Tactical RPG Video game creation suite | RPG Maker                                                                                               | Japonia         |
| 1998 (NA)                        | Ultimate Might and Magic Archives | New World                     | Interplay                           | Fantezie           | WIN (Comp)                | WRPG                                   | Might and Magic; Compilație a the first five games, și Swords of Xeen                                   | America de Nord |
| 1998 (JP)                        | Ultimate Wizardry Archives, The | Sir-Tech                      | Interplay                           | Fantezie Sci-Fi    | DOS (Comp) WIN (Comp)     | WRPG                                   | Wizardry. Port and compilation of I through VII and Gold                                                | America de Nord |
| 1998 (JP) 2002 (NA)              | Vantage Master V2 Vantage Master Online ヴァンテージ・マスターV2 | Nihon Falcom                  | Nihon Falcom                        | Fantezie           | WIN                       | Tactical RPG                           | Vantage Master                                                                                          | Japonia         |
| 1998 (KR)                        | War of Genesis Side Story I, The: Rhapsody of Zephyr The Rhapsody of Zephyr                                                                                             | Softmax                       | Softmax                             | Fantezie           | WIN                       | Tactical RPG                           | War of Genesis                                                                                          | KR              |
| 1999 (NA)                        | Baldur's Gate: Gold Edition | BioWare Black Isle            | Interplay                           | Fantezie           | WIN (Limit)               | WRPG                                   | Baldur's Gate                                                                                           | America de Nord |
| 1999 (NA)                        | Baldur's Gate: Tales of the Sword Coast | BioWare                       | Black Isle                          | Fantezie           | WIN                       | WRPG                                   | Baldur's Gate expansion pack.                                                                           | America de Nord |
| 1999 (NA)                        | Blades of Exile | Spiderweb                     | Spiderweb                           | Fantezie           | MAC WIN WIN3X             | Tactical RPG Video game creation suite | Exile                                                                                                   | America de Nord |
| 1999 (JP)                        | Farland Odyssey | TGL                           | TGL                                 | Fantezie           | WIN                       | Tactical RPG                           | Spinoff al Farland Story                                                                                | Japonia         |
| 1999 (NA)                        | Darkstone | Gathering of Developers       | Delphine                            | Fantezie           | WIN                       | Action RPG Diablo-style                | | Franța          |
| 1999 (NA/EU)                     | Gorky 17 Odium | Metropolis                    | 1C Company TopWare Monolith         | Fantezie           | WIN                       | Tactical RPG                           | Seria Gorky                                                                                             | PL              |
| 1999 (NA)                        | Jagged Alliance 2 | Sir-Tech                      | TalonSoft                           | Modern             | WIN                       | Tactical RPG                           | Jagged Alliance                                                                                         | America de Nord |
| 1999 (NA)                        | Lands of Lore III | Westwood                      | EA                                  | Fantezie           | WIN                       | WRPG                                   | Lands of Lore                                                                                           | America de Nord |
| 1999 (JP)                        | Legend of Heroes V, The: A Cagesong of the Ocean 英雄伝説V「海の檻歌」                                                                                                  | Nihon Falcom                  | Nihon Falcom                        | Fantezie           | WIN                       |                                        | Dragon Slayer: The Legend of Heroes                                                                     | Japonia         |
| 1999 (JP) 2003 (CN)              | Mamatoto: A Record of War ママトト -a record of war- | Alice                         | Alice                               | Fantezie           | WIN                       | Tactical RPG Eroge                     | | Japonia         |
| 1999 (NA)                        | Might and Magic: Millennium Edition | New World                     | 3DO                                 | Fantezie           | WIN (Comp)                | WRPG                                   | Might and Magic. Compilație a IV - VII și a Swords of Xeen                                              | America de Nord |
| 1999 (NA/EU)                     | Might and Magic VII: For Blood and Honor | New World                     | 3DO                                 | Fantezie           | WIN                       | WRPG                                   | Might and Magic                                                                                         | America de Nord |
| 1999 (NA) 2001 (UK)              | Planescape: Torment | Black Isle                    | Interplay Virgin                    | Fantezie           | WIN                       | WRPG                                   | franciza Dungeons & Dragons                                                                             | America de Nord |
| 1999 (JP)                        | Romancia: Another Legend | Unbalance                     | Nihon Falcom                        | Fantezie           | WIN (Remake)              | Action RPG                             | Dragon Slayer Jr: Romancia                                                                              | Japonia         |
| 1999 (NA)                        | Septerra Core: Legacy of the Creator | Valkyrie                      | Monolith                            | Sci-Fi Fantasy     | WIN                       | JRPG                                   | | America de Nord |
| 1999 (NA)                        | System Shock 2 | Irrational Looking Glass      | EA                                  | Sci-Fi             | WIN                       | FPS/RPG                                | System Shock                                                                                            | America de Nord |
| 1999 (NA)                        | Ultima IX: Ascension | Origin                        | EA                                  | Fantezie           | WIN                       |                                        | Ultima                                                                                                  | America de Nord |
| 1999 (NA)                        | Ultima IX: Ascension - Dragon Edition | Origin                        | EA                                  | Fantezie           | WIN (Rerel)               |                                        | Ultima (include Ultima Collection)                                                                      | America de Nord |